# Andrena reflexa
Andrena reflexa är en biart som beskrevs av Cresson 1872. Andrena reflexa ingår i släktet sandbin, och familjen grävbin. Inga underarter finns listade i Catalogue of Life.